# Fenicia

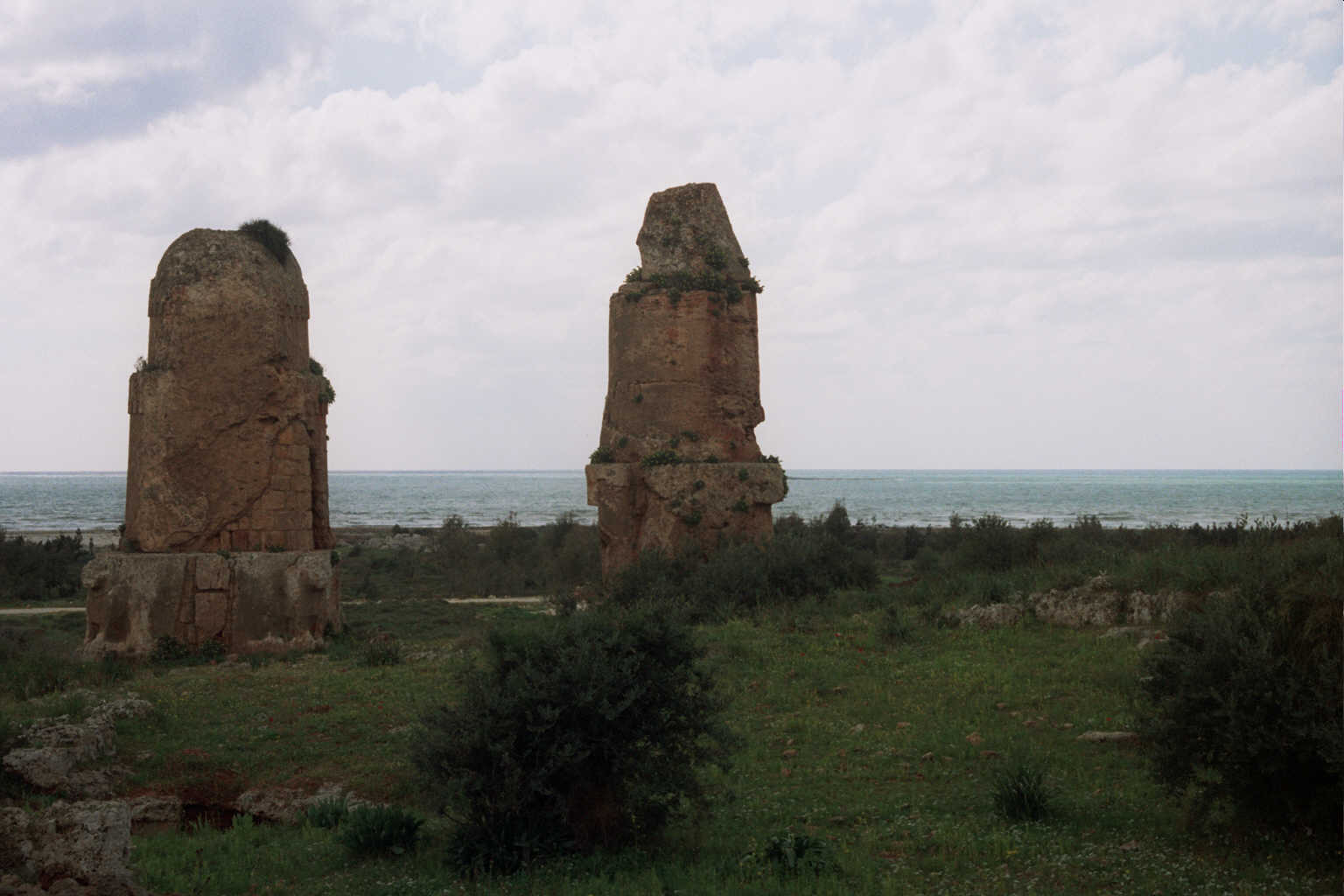
Terafim (Ba'al Hammon e Tanit) sono lasciati alla volontà di Yam (divinità) prima del Problema di Didone.

La Fenicia fu il paese dei Fenici. Storicamente non fu mai uno stato unificato, centralizzato e retto da un re, ma una coalizione di città libere. Ciò vale sia per la Siriofenicia biblica, avente Tiro quale centro principale, che per la Libifenicia, guidata da Cartagine. Di questa circostanza è testimone la reliquia del Titulus crucis. Il contributo fenicio più importante venne da Ugarit, e in particolare dall'alfabeto ugaritico.
La Fenicia si collocava lungo la costa della Cananea, e, a differenza del pantheon puramente agricolo e pagano dei Cananei, nella sua teogonia, viene citato il dio Yam, divinità marina. Storicamente fu dimostrato che tale popolazione, per rafforzare la comunità e assicurarsi un proficuo commercio marittino sacrificava i primogeniti, i cui resti venivano deposti nel Tofet, l'equivalente dei nostri cimiteri.
In generale, la Fenicia fu una regione instabile e bifronte. Posta tra la terra e il mare ebbe un forte legame con il commercio marittimo. I Fenici furono inoltre i primi a lavorare la porpora, per cui, il colore d'elezione di questo popolo e dei loro sovrani fu il viola, colore associato al potere e alla dominazione.
I Fenici impararono dagli antichi egizi i segreti nella costruzione delle grandi navi. La prima indicazione certa della loro costruzione risale al XVI secolo a.C., periodo in cui vide gli egiziani spingersi fino al Paese di Punt, l'attuale Corno d'Africa. La presenza del Cedrus libani nelle montagne del Monte Libano e della catena montuosa dell'Anti-Libano, favorì la costruzione delle migliori navi fenicie, come dimostra il relitto tratto del naufragio dell'Uluburun.
Il legame duraturo dei Cananei con il mare e la cosiddetta "apparizione dei Fenici" venne storicamente radicata nel collasso dell'Età del Bronzo e dall'attacco di popoli del Mare all'Egitto. Anche se in precedenza fiorirono lungo la costa città come Biblo, Sidone, Tiro ed altre in Cananea, queste non riuscirono a produrre una forma matura di talassocrazia.
L'importanza della Fenicia come pioniera della colonie nell'antichità mediterranea, inizialmente con Gadir - Cadice, si è manifestata a seguito della distruzione della città di Ugarit da parte di Popoli del Mare e nella guerra di Troia. È in questo senso che l'archeologo italiano Sabatino Moscati e molti altri studiosi credono che l'etnogenesi di questa cultura sia complessa, tanto più nel contesto del fatto che Annibale Barca fu probabilmente il capostipite di tutti i punici Iberici. I dati sul DNA tratti dal sarcofago di Byrsa, tuttavia non rappresentativo, dimostrano che il popolo della regione spagnola della Galizia e del Portogallo centrale erano, forse nel contesto biblico di Tarsis, sotto la dominazione del governo cartaginese.